# Matoller canyella
El matoller canyella (Bradypterus cinnamomeus) és una espècie d'ocell de la família dels locustèl·lids (Locustellidae). Es troba als següents països de l'Àfrica oriental: Burundi, República Democràtica del Congo, Etiòpia, Kenya, Malawi, Moçambic, Ruanda, Sudan del Sud, Tanzània, Uganda i Zàmbia. Habita els boscos tropicals i subtropicals de frondoses humits de l'estatge montà i els matollars humids tropicals i subtropicals. El seu estat de conservació es considera de risc mínim.